# 대변차변
대변차변(貸邊借邊)은 복식 회계에서의 양 변을 말한 것이다. 좌측은 차변(借邊), 우측은 대변(貸邊)으로 나뉘며, 이 두 변의 값은 항상 일치해야 하는데, 이를 대차평균의 원리(貸借平均─原理)라 한다.
보통 대변에는 자산의 감소와 수익의 발생, 부채와 자본의 증가가 기록된다. 반면, 차변에는 자산의 증가, 비용의 발생, 부채와 자본의 감소가 기록된다.
대차대조표(재무상태표) 계정에서, 오른쪽(대변)은 부채와 자본이고 왼쪽(차변)은 자산이다. 전자는 현금이 장부로 들어오는 것, 자금의 조달 즉, 사업을 할 때 필요한 자금이 어떠한 원천에서 조달되었는지를 보여주며 후자는 현금이 장부에서 나가는 것, 자금의 운용 즉, 자금을 어떤 용도로 활용하는지 자금의 운용 상태를 나타낸다.

## 대차평균의 원리
거래는 반드시 어느 계정의 차변과 다른 계정의 대변에 같은 금액이 기입되는 2중성을 띠고 있는데, 이에 따라 아무리 많은 거래가 일어나더라도 계정 전체를 통한 차변 금액의 합계와 대변 금액의 합계는 반드시 일치하게 된다. 이를 대차평균의 원리라고 한다.

## 손익계산서에서의 대변과 차변
1. ↑  uknew, ivar (2024년 11월 10일). “차변과 대변 차이점과 회계 거래의 8요소”. 《아이바 금융》. 2025년 8월 5일에 확인함.